# Baliza de Punta de la Barca

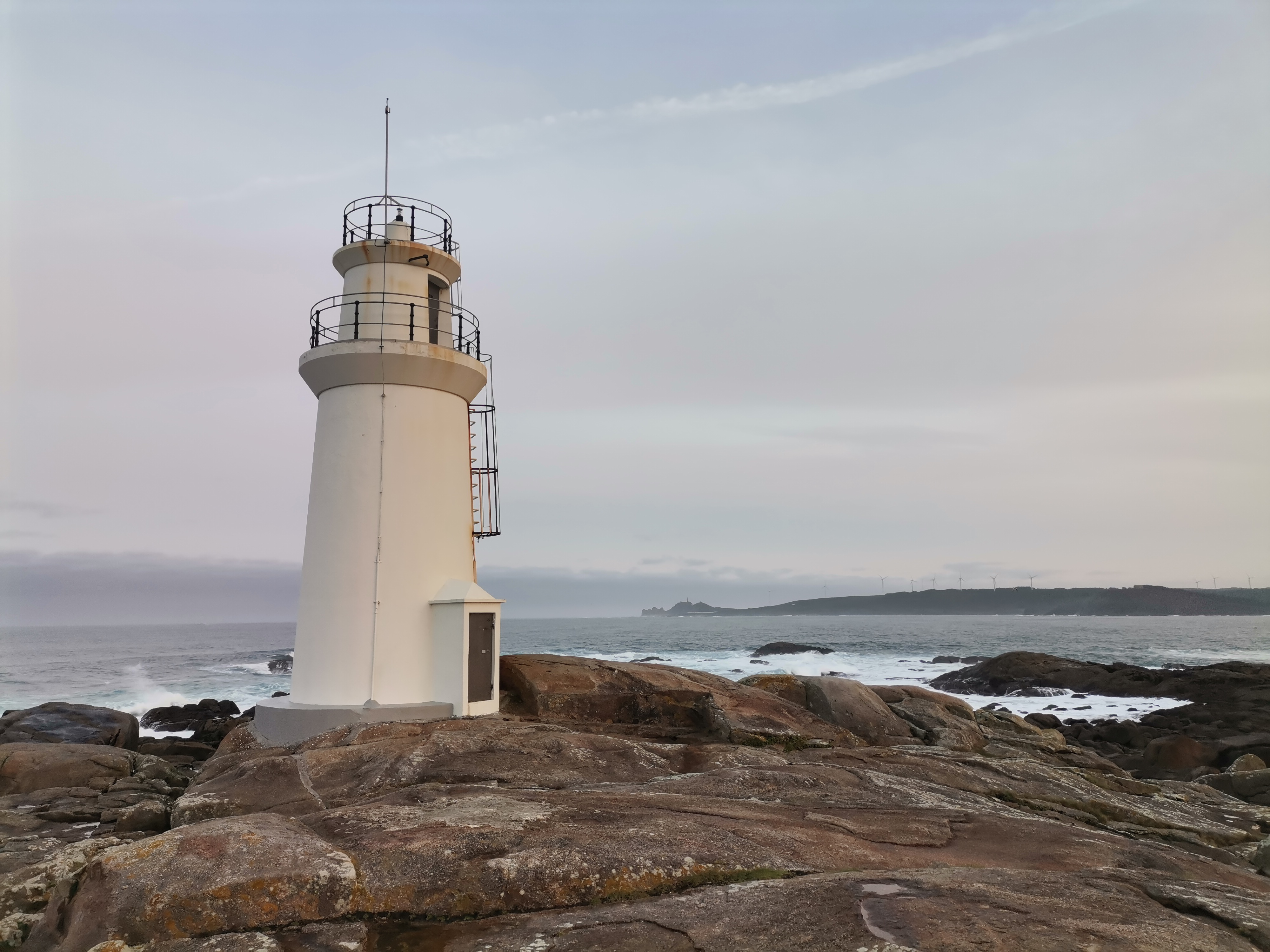
El Faro de Punta de la Barca - Mugía, La Coruña.

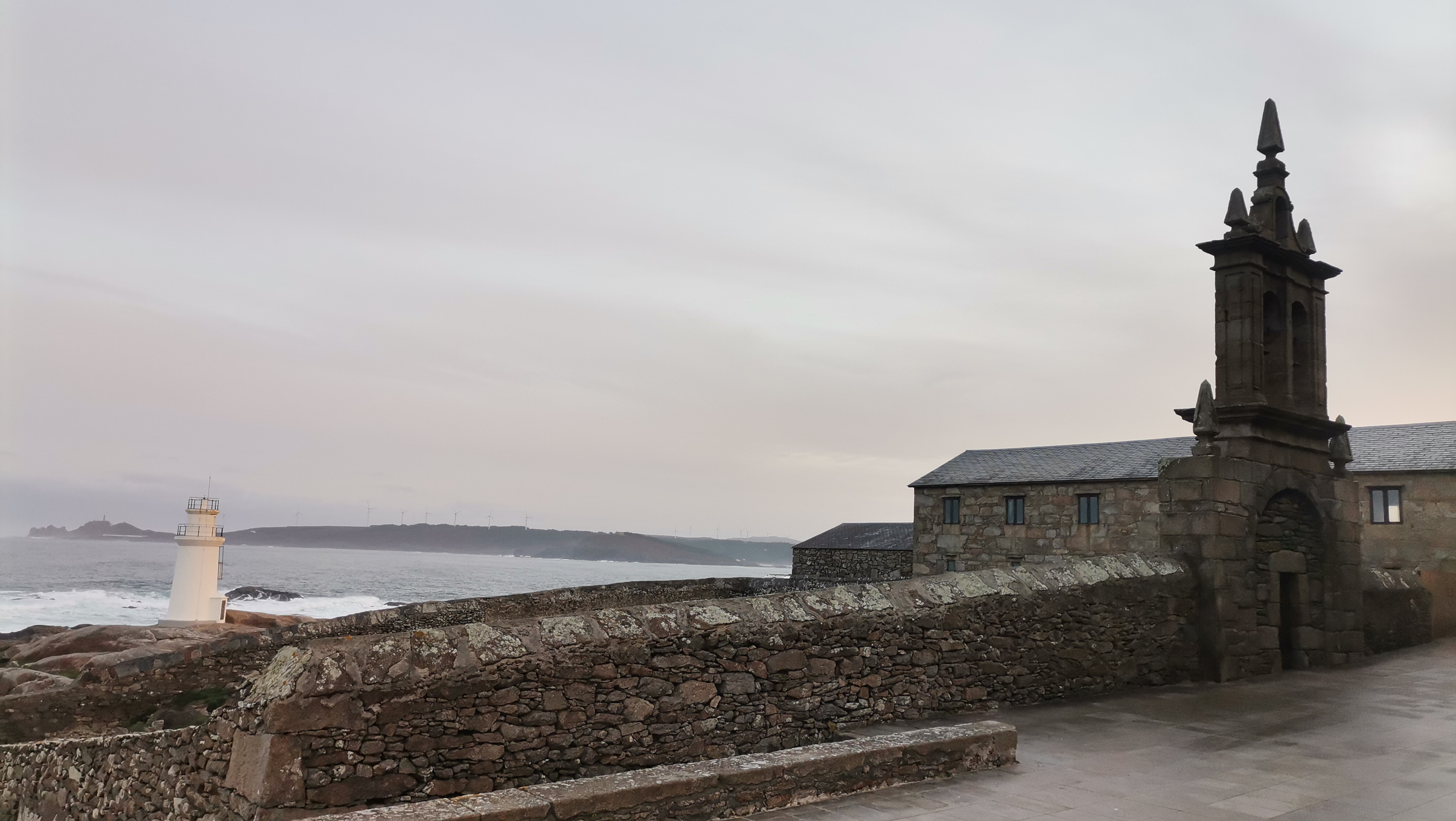
El faro desde Nª Sª de la Barca

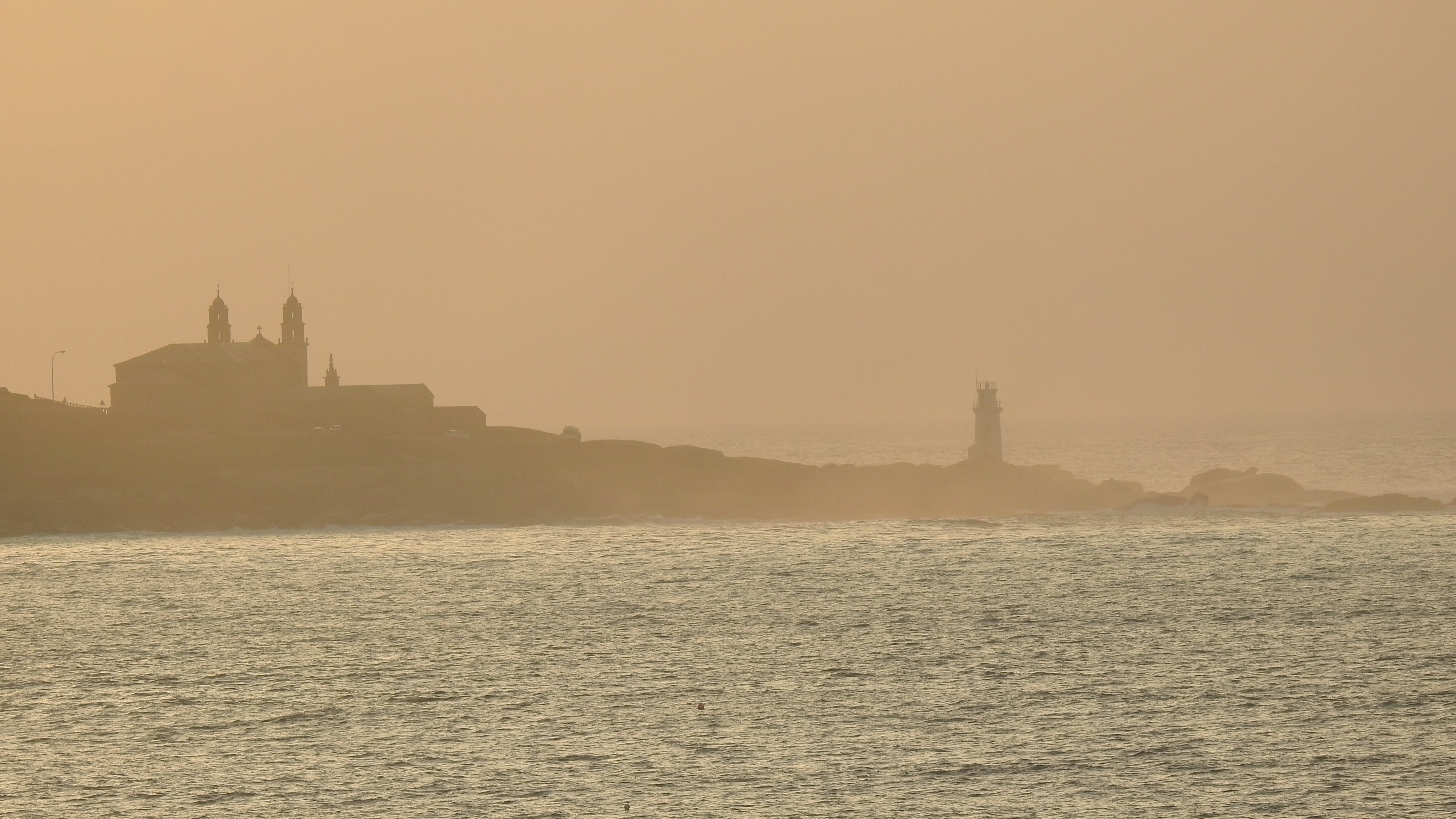
Faro y Santuario Nª Sª de la Barca desde la ría.

La Baliza de Punta de la Barca, también denominado Faro de Punta de la Barca es una baliza situada sobre el promontorio de Punta de la Barca, próximo a la población y puerto de Mugía, en la provincia de La Coruña (Galicia, España). Es gestionada por la Autoridad Portuaria de La Coruña.
La edificación, situada en la parte sur de la ría de Camariñas, consiste en una pequeña torre cilíndrica de 11 m de altura, con doble galería. En lo alto de la torre, una lámpara emite un destello de luz blanca cada 4 segundos. 
Está unas decenas de metros más allá del Santuario de la Virgen de la Barca, iglesia situada al norte de Mugía, fuera de la población.
Identificación: ARLHS : SPA210 ; ES-03810 - Almirantazgo : D1737 - NGA : 2656.